# Sebastian Schuster (Politiker)

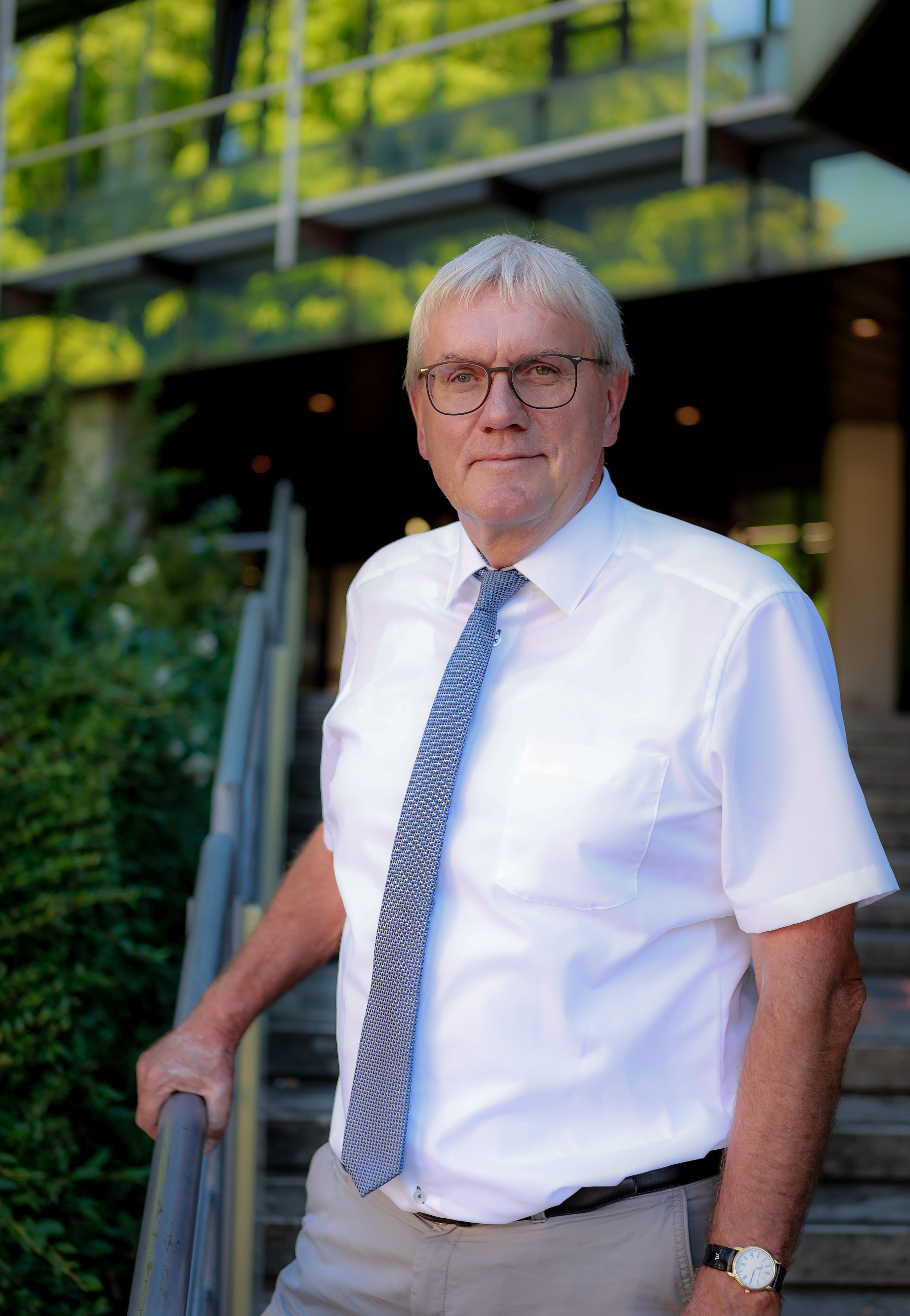
Landrat Sebastian Schuster vor dem Kreishaus in Siegburg (2020)

Sebastian Schuster (* 17. Februar 1956 in Darmstadt) ist ein deutscher Politiker der CDU. Seit dem 23. Juni 2014 ist er hauptamtlicher Landrat des nordrhein-westfälischen Rhein-Sieg-Kreises.

## Leben
Sebastian Schuster erwarb im Juni 1975 am Erzbischöflichen Gymnasium in Bonn-Beuel sein Abitur. Im Anschluss leistete er vom 1. Juli 1975 bis 30. September 1976 seinen Wehrdienst bei der Luftwaffe und studierte danach Rechtswissenschaften in Bonn und Freiburg. Nach dem 1. Staatsexamen 1981 und dem 2. Staatsexamen 1985 erhielt er die Zulassung als Rechtsanwalt und arbeitete zuletzt als Fachanwalt für Arbeits- und Verkehrsrecht in Königswinter-Oberpleis.

### Kommunalpolitik
Bei den Kommunalwahlen am 13. September 2020 wurde er bereits im ersten Wahlgang mit 53,18 % der Stimmen wiedergewählt, nachdem er 2014 erst in der Stichwahl mit 55,4 % der Stimmen die absolute Mehrheit geholt hatte. Im Juni 2024 kündigte Schuster an, bei der Kommunalwahl 2025 erneut als Landrat zu kandidieren.
Bis zur Wahl als Landrat war er Stellvertretender Fraktionsvorsitzender bzw. zuletzt Fraktionsvorsitzender der CDU-Kreistagsfraktion, Vorsitzender des Jugendhilfeausschusses, des Gleichstellungsausschusses sowie des Personalausschusses. Seit 1989 bis zu seiner Wahl zum Landrat vertrat er die Königswinterer Bevölkerung als direkt gewähltes Mitglied im Kreistag des Rhein-Sieg-Kreises, wo er seit 1990 Mitglied des Kreisausschusses war.
Von 1999 bis 2009 war er darüber hinaus Mitglied des Stadtrates in Königswinter. Im selben Jahr trat er in die Mittelstands- und Wirtschaftsvereinigung der CDU/CSU ein.
Im Jahr 1974 wurde Sebastian Schuster Mitglied der CDU und war in dieser Zeit Vorsitzender der Jungen Union Königswinter.
Neben seinen politischen Tätigkeiten ist Schuster von Amts wegen Aufsichtsratsvorsitzender der RSAG sowie der GWG Rhein-Sieg, Teilnehmer mit beratender Stimme im Verwaltungsrat der Kreissparkasse Köln, stellvertretender Vorsitzender des Metropolregion Rheinland e.V., Vorstandsmitglied des Region Köln/Bonn e.V., des Landkreistages Nordrhein-Westfalen, Verbandsvorsteher des Zweckverbands VRS, und des Wahnbachtalsperrenverbandes, Kreisvorsitzender des Volksbunds Deutsche Kriegsgräberfürsorge sowie in zahlreichen weiteren Zusammenschlüssen und Gremien engagiert.

### Privates
Sebastian Schuster ist verheiratet und hat drei erwachsene Kinder. Seine Konfession ist römisch-katholisch. Schuster spielt aktiv Tennis und Fußball. In der Saison 1980/81 wurde er mit den Old Boys Basel Meister der Nordwestschweiz.

### Ehrenamtliches Engagement
Schuster war Vorsitzender des TuS 05 Oberpleis, war über zwanzig Jahre lang Präsident und ist heute Ehrenpräsident des Kreissportbundes Rhein-Sieg und ist Mitglied bzw. Vorsitzender der Kuratorien diverser Stiftungen der Kreissparkasse Köln.
Am 27. Januar 2013 erhielt er von der nordrhein-westfälischen Ministerin für Sport Ute Schäfer die Sportplakette des Landes Nordrhein-Westfalen.
Im Jahr 2019 hat ihm der Kreisfeuerwehrverband Rhein-Sieg die Ehrennadel in Gold verliehen.
Sebastian Schuster war bereits zweimal Karnevalsprinz: Gemeinsam mit seiner Frau Margret regierte er im Jahr 1988 die Jecken in Königswinter-Oberpleis. In der Session 2015/16 war er – mit seiner Frau Margret als Siegburgia – Herrscher des Narrenvolkes der Kreisstadt Siegburg.